# Брилево (Гагарінський район)
Брилево (рос. Брылево) — присілок Гагарінського району Смоленської області Росії. Входить до складу Баскаковського сільського поселення.
Населення — 12 осіб (2007 рік).